# Lurmærke
Lurmærket er et varemærke for dansk producerede landbrugsvarer. Den 23. oktober 1901 blev lurmærket registreret som varemærke med de fire sammenslyngede lurer og den påtrykte tekst, "Danish Butter". Mærkningen blev indført på privat initiativ, da Danske Mejeriers Smørmærkeforening besluttede, at eksport af smør skulle ske under et fælles mærke og med en fælles kvalitet. Siden 1901 var dansk smør derfor underlagt kontrol, og hvis et mejeri ikke levede op til kvalitetskravene, kunne smørret ikke sælges under lurpaknavnet.
Ordningen havde så megen succes, at der blev vedtaget en lov, som trådte i kraft den 30. marts 1906, og som pålagde danske mejerier at lurmærke alt smør til eksport. Dermed blev det lurmærket indbegrebet af statskontrolleret kvalitet. I de følgende årtier spillede mærket, der også blev brugt på dansk bacon til eksport, en betydelig rolle for den danske fødevareeksport til især Storbritannien.
Efter at lurmærket var blevet lovreguleret i 1906, blev bestemmelserne fem år senere fulgt op med mere præcise krav til producenterne. Nu kunne mælk, fløde og smør eksporteres under lurmærket, men kun hvis det havde været pasteuriseret og dermed var renset for bakterier. Denne bestemmelse bevirkede, at lurmærket blev opfattet både som et løfte om ensartet, høj kvalitet og som en garanti for sygdomsfri fødevarer. Hermed havde mejerierne og staten skabt det, man i dag ville kalde et succesrigt ”brand”.
I 1988 kritiserede EF-Kommissionen ordningen for at være en handelshindring i strid med Rom-traktaten, idet der var tale om et statsligt kvalitetsmærke forbeholdt produkter lavet af danske råvarer. På den baggrund blev administrationen af lurmærket i 1991 overdraget fra Landbrugsministeriet til de Danske Mejeriers Fællesorganisation, det nuværende Mejeriforeningen. Kommissionen vurdede dog, at dette tiltag var tilstrækkeligt, så i 1997 blev alle rettigheder til lurmærket overdraget til Mejeriforeningen. I 2012 blev rettighederne solgt videre til Arla Foods for 150 mio. kr., hvilket pt. afventer fødevareministerens godkendelse.
En moderniseret version af lurmærket kan fortsat set på dansk lurpak-smør.